# Rocquemont (Senna Marittima)
Rocquemont è un comune francese di 816 abitanti situato nel dipartimento della Senna Marittima nella regione della Normandia.

## Società

### Evoluzione demografica
Abitanti censiti